# Szpital Specjalistyczny w Sanoku
Szpital Specjalistyczny w Sanoku – polska placówka służby zdrowia z siedzibą w Sanoku w dzielnicy Zatorze.

## Struktura
Posiada 14 oddziałów szpitalnych oraz blok operacyjny. Przy szpitalu funkcjonuje nowoczesny Szpitalny Oddział Ratunkowy. Przy SOR znajduje się całodobowe lądowisko dla helikopterów. Lotnicze Pogotowie Ratunkowe w Sanoku transportuje tutaj poszkodowanych z całych Bieszczadów, często współpracując przy tym z Bieszczadzką Grupą GOPR. Szpital obecnie jest systematycznie remontowany i przebudowywany.

## Historia
Pierwotnie szpital w Sanoku działał w budynku przy ulicy S. Konarskiego, wybudowanym w 1879.
Inicjatorem powstania nowej siedziby szpitala był dr Jan Zigmund. Budowa nowego szpitala powiatowego o szacowanym koszcie 23 mln zł. została zainicjowana w 1955 roku na obszarze zwanym „Łęki Franciszkańskie”. Szpital został uroczyście otwarty 7 listopada 1964, a koszt inwestycji wyniósł 62 mln zł.. Roboty budowlane szpitala wykonało Sanockie Przedsiębiorstwo Budowlane. Celem upamiętnienia inicjatywy dr. Zigmunda została ustanowiona tablica pamiątkowa, odsłonięta w kwietniu 1979, umieszczona na ścianie szpitala umieszczona na ścianie budynku pod w arkadowymi podcieniami o treści: "Społecznym inicjatorom budowy szpitala sanockiego pod przewodnictwem dr Jana Zigmunda w uznaniu ich zasług społeczeństwo Sanoka 04. 1979 r.". Projektantką tablicy była Barbara Bandurka.
Od lat 60. placówka działała jako szpital powiatowy. Działał Społeczny Komitet Budowy Szpitala w Sanoku (wśród działaczy był m.in. Zbigniew Dańczyszyn).
W 1981 szpital w Sanoku w drodze konkursu otrzymał symbol Dnia Zwycięstwa – „9 Maja”. 
19 grudnia 1981 ks. proboszcz Adam Sudoł dokonał poświęcenia kaplicy w szpitalu, którego kapelanem został ks. Krzysztof Pacześniak z parafii Przemienienia Pańskiego, który pozostawał na tej funkcji do 2016.
W 1988 szpital został odznaczony Odznaką „Zasłużony dla Sanoka”.
W osobnym budynku obok podjął działanie oddział zakaźny, po restrukturyzacji którego w 2000 otwarto tamże oddział pulmonologiczny.
Istniejące w przeszłości w budynku przy ulicy Stanisława Konarskiego trzy oddziały specjalistyczne były przenoszone do gmachu przy ulicy 800-lecia: w sierpniu 2011 oddział kardiologiczny, w marcu 2014 oddział neurologiczny oraz jako ostatni w styczniu 2019 oddział laryngologiczny.
W szpitalu pracowali lekarze: dr Jan Zigmund (ordynator oddziału chirurgicznego 1950-1970), Jan Pawlik (ordynator oddziału chirurgicznego 1974-1996), Albin Rysz (ordynator oddziału chirurgii urazowo-ortopedycznej) dr Danuta Kaczorowska (ordynator oddziału dziecięcego 1957-1978) oraz pielęgniarka Salomea Zielińska (oddziałową utworzonego przez Edwarda Hańskiego na przełomie 1953/1954 specjalistycznego oddziału pediatrycznego).

## Dyrektorzy
- dr med. Jan Zigmund (1955-1963)[26]
- lek. med. Bronisław Jarosz (1964-1967)
- dr med. Lesław Łukomski (1968-1974)
- lek. med. Albin Rysz (1974-1978)
- lek. med. Jan Pawlik (1978-1990)
- lek. med. Wiesław Malik (1991-1996)
- inż. Jan Długosz (1996-2000)
- dr Adam Siembab (do poł. 2016)[27]
- Henryk Przybycień (2016-2019)[28][29]
- Grzegorz Panek (2020-)[30]

## Fundacja
Przy sanockim szpitalu funkcjonuje Fundacja Zdrowia na rzecz szpitala w Sanoku, która organizuje różnego rodzaju akcje i imprezy mające na celu zbieranie pieniędzy na funkcjonowanie szpitala.

## Galeria

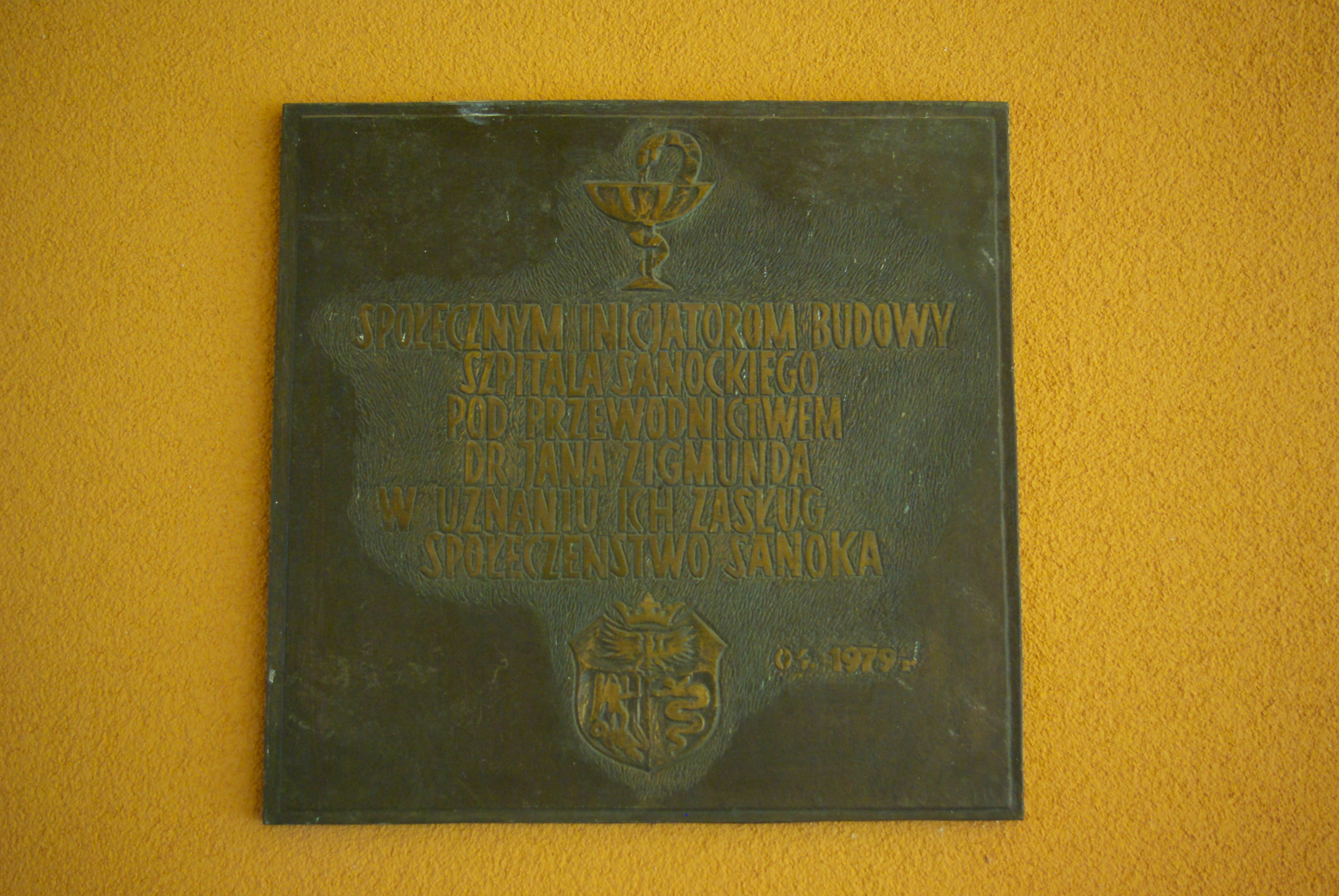
Tablica upamiętniająca budowę szpitala
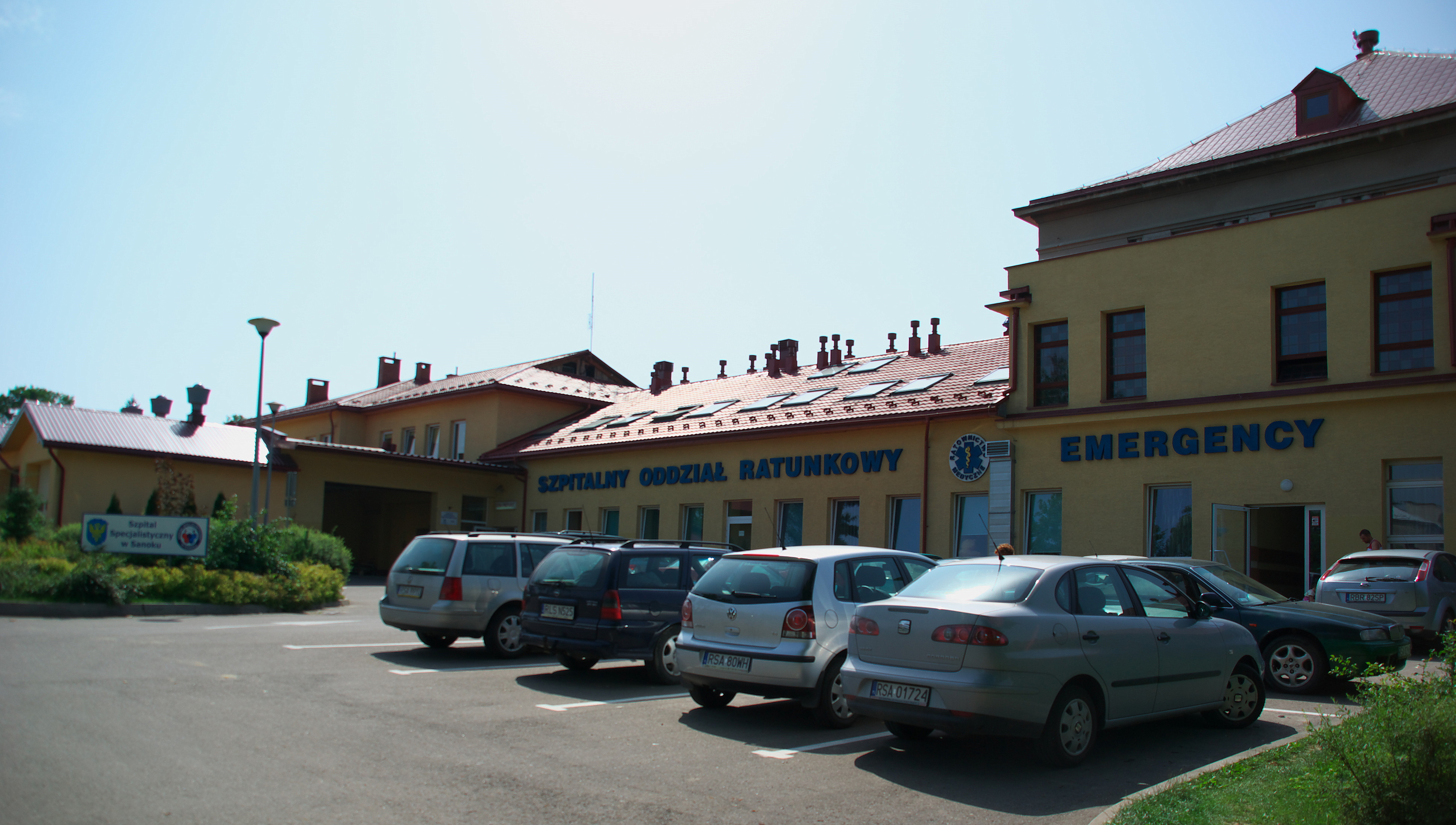
Szpitalny Oddział Ratunkowy
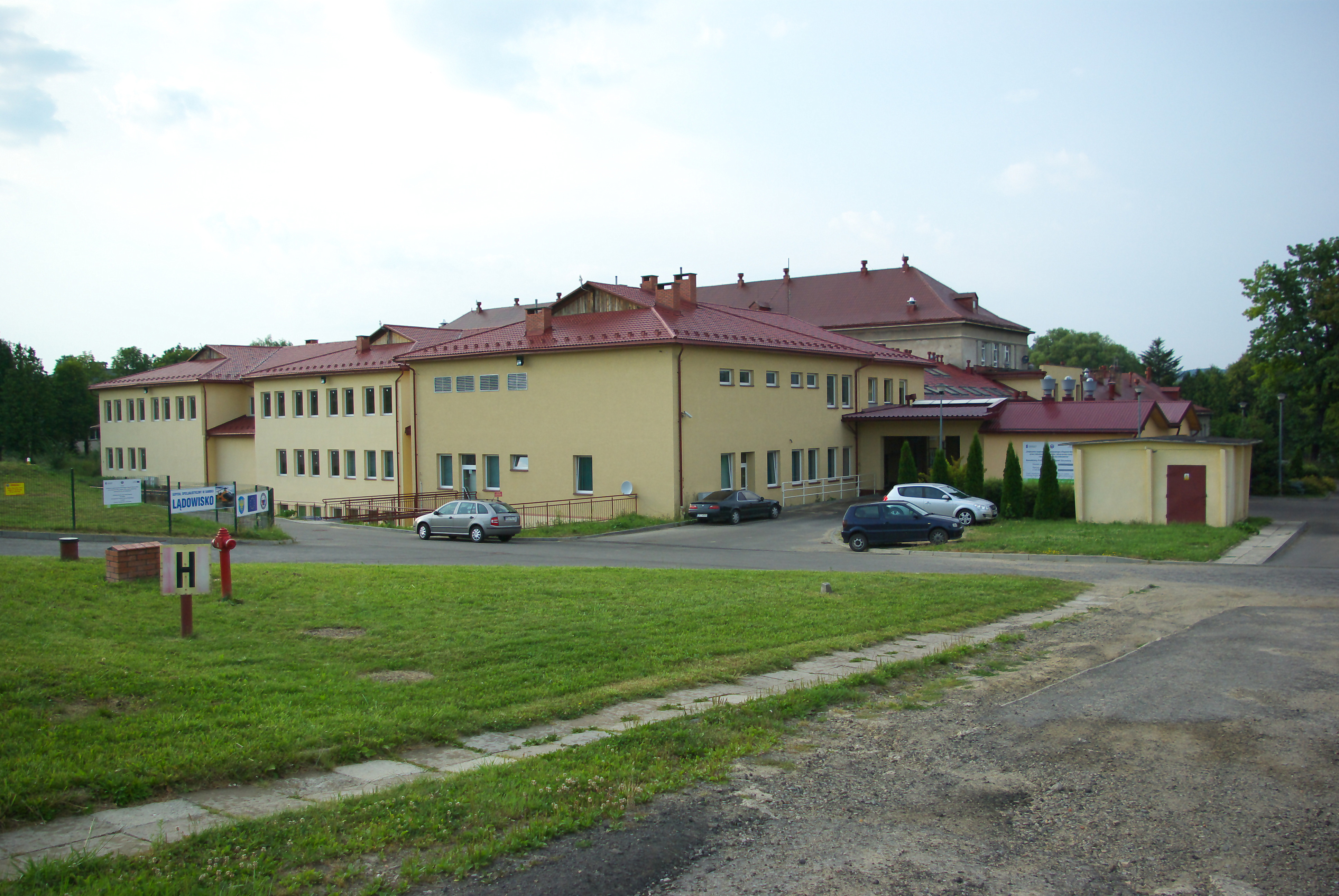
Nowe zabudowania szpitalne
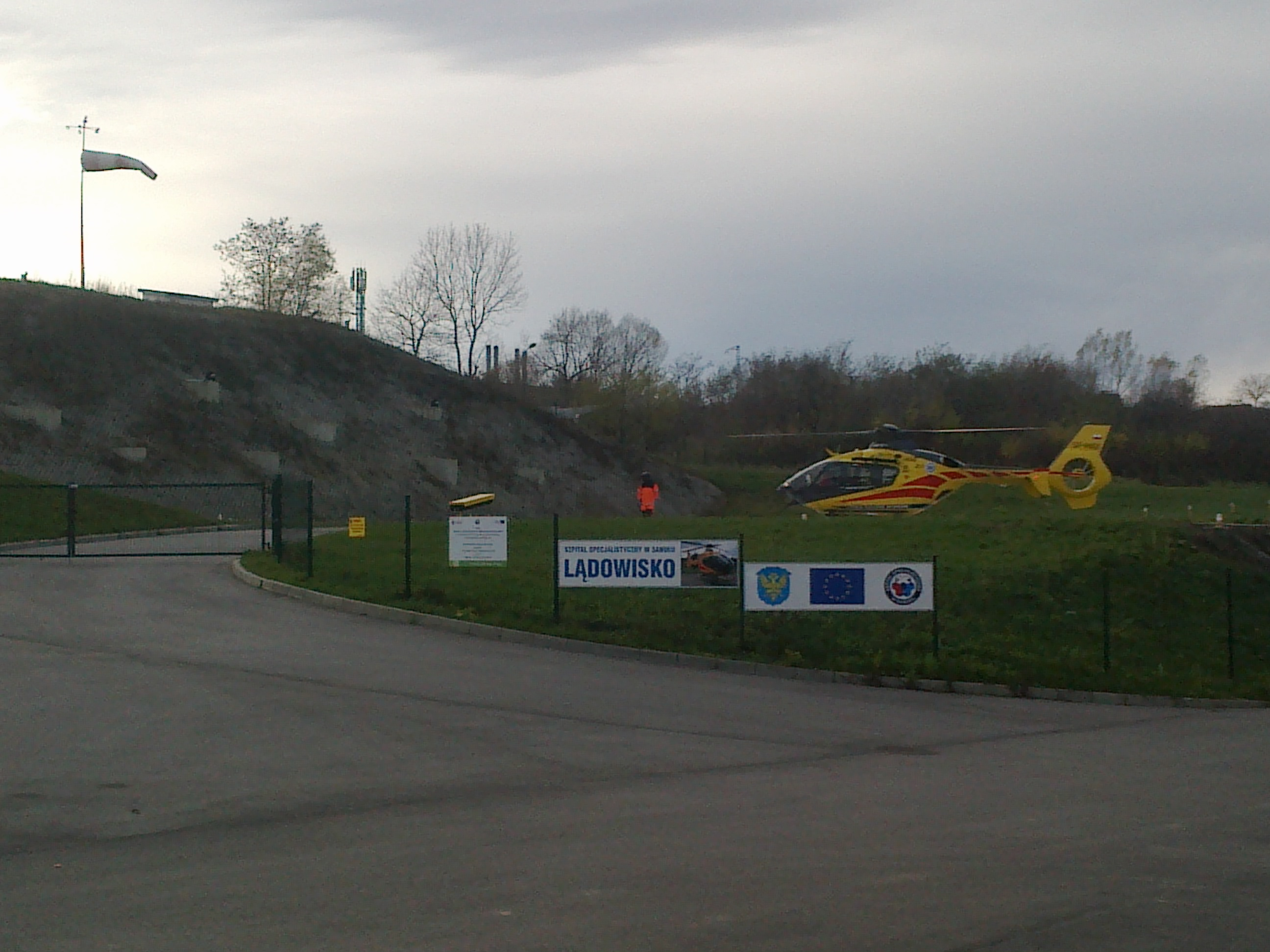
Śmigłowiec Lotniczego Pogotowia Ratunkowego na przyszpitalnym lądowisku